# Willington, Bedfordshire
Willington är en ort och civil parish i Storbritannien.   Den ligger i kommunen Borough of Bedford i  riksdelen England, i den sydöstra delen av landet, 70 km norr om huvudstaden London.